# Квашніно (Єврейська автономна область)
Квашніно (рос. Квашнино) — село у Ленінському районі Єврейської автономної області Російської Федерації.
Входить до складу муніципального утворення Дежньовське сільське поселення. Населення становить 238 осіб (2010).

## Історія
Згідно із законом від 26 листопада 2003 року органом місцевого самоврядування є Дежньовське сільське поселення.

## Населення
| 2002 | 2010 |
| ---- | ---- |
| 262  | ↘238 |